# Märkeln
Märkeln är en ö i Finland.   Den ligger i den ekonomiska regionen  Vasa  och landskapet Österbotten, i den västra delen av landet, 400 km nordväst om huvudstaden Helsingfors. Arean är 0,13 kvadratkilometer.
Terrängen på Märkeln är mycket platt.